# Angelo (Wisconsin)
Angelo è un centro abitato (town) degli Stati Uniti d'America situato nella contea di Monroe nello Stato del Wisconsin. La popolazione era di 1,268 persone al censimento del 2000. La comunità incorporata di Farmers Valley si trova nella città.

## Geografia fisica
Secondo lo United States Census Bureau, ha un'area totale di 34,8 miglia quadrate (90,1 km²).

## Società

### Evoluzione demografica
Secondo il censimento del 2000, c'erano 1,268 persone.

### Etnie e minoranze straniere
Secondo il censimento del 2000, la composizione etnica della città era formata dal 96,53% di bianchi, lo 0,24% di afroamericani, lo 0,08% di nativi americani, lo 0,16% di asiatici, l'1,58% di altre razze, e l'1,42% di due o più etnie. Ispanici o latinos di qualunque razza erano il 2,37% della popolazione.